# 佐々木春香
佐々木 春香（ささき はるか、1997年〈平成9年〉2月18日 - ）は、日本の女優。秋田県出身。血液型B型。ノックアウト所属

## 人物・来歴
秋田県出身、7歳より18歳まで三重県鈴鹿市で育つ。
ノックアウトの俳優養成プロジェクト「アクターズ・ラボ」を経て、2016年より劇団東京乾電池に所属。舞台『海辺のバカ』『うしろの正面だあれ』、2020年には『卵の中の白雪姫』に出演。
テレビドラマでは、2017年、『コウノドリ』（TBS）、2018年、『僕らは奇跡でできている』（フジテレビ）にレギュラー出演、2019年『盤上の向日葵』（NHK BSプレミアム）第1・3話、2020年『BS笑点ドラマスペシャル　初代林家木久蔵『おバカスーパースター誕生までの半生』』（BS日テレ）に出演する。
特技はバスケットボール、陸上。

## 出演

### 映画
- 痛いくせに、（日本映画大学、2016年）
- 十八号台風（日本映画大学、2017年）
- 吉祥寺ゴーゴー（藪下雷太監督、2020年）ー主演
- 花束みたいな恋をした（土井裕泰監督、2021年）
- 祈り～幻に長崎を想う刻～（松村克弥監督、2021年）
- ハザードランプ（榊英雄監督、2022年）
- ノイズ（廣木隆一監督、2022年）
- 泥棒日記（上篠大輔監督、2022年）
- 帰り道（朴英二監督、2022年）
- しゃぎり（藤森圭太郎監督、2022年）

### テレビドラマ
- コウノドリ 第2シリーズ（2017年10月13日 - 12月22日、TBS） - 新生児ナース科ナース役
- 孤独のグルメ 大晦日スペシャル～食べ納め！瀬戸内出張編～（2017年12月31日、テレビ東京）
- 僕らは奇跡でできている（2018年、関西テレビ・フジテレビ）
- 盤上の向日葵 第1話・第3話（2019年、NHK BSプレミアム）
- 林家木久蔵-おバカのスーパースター（2020年、BS日テレ）
- 相棒 Season18 最終話（2020年3月18日、テレビ朝日） - 水戸弓子 役
- 行列の女神～らーめん才遊記～ 第3話・第5話（2020年5月4日・18日、テレビ東京）
- すぐ死ぬんだから 第4話（2020年9月13日、NHK BSプレミアム） - 緑の森内科・受付 役
- 半沢直樹 第9話（2020年9月20日、TBS）
- 夜がどれほど暗くても 第2話 - 最終話（2020年11月29日 - 12月13日、WOWOW）
- 監察医 朝顔 新春スペシャル（2021年1月11日、フジテレビ）
- 神様のカルテ 第4話（2021年3月8日、テレビ東京）
- ソロ活女子のススメ（テレビ東京） - 青木遥 役
  - ソロ活女子のススメ（2021年4月3日 - 6月19日）
  - ソロ活女子のススメ2（2022年4月7日 - 5月26日）
  - ソロ活女子のススメ3（2023年4月6日 - 6月22日）[4]
  - ソロ活女子のススメ4（2024年4月4日 - 6月20日）[5]
  - ソロ活女子のススメ5（2025年4月3日 - 6月5日）[6]
- SUPER RICH 第9話（2021年12月9日、フジテレビ） - 中村中子 役
- 元彼の遺言状 第3話（2022年4月25日、フジテレビ） - 上杉真美 役
- 今度生まれたら（2022年5月8日 - 6月19日、NHK BSプレミアム） - マナ 役
- 新・信長公記～クラスメイトは戦国武将～（2022年7月24日 - 9月25日、日本テレビ） - 弥生 役[7]
- ジャパニーズスタイル 第4話（2022年11月12日、テレビ朝日） - 花岡花枝 役[8]
- ノンレムの窓 2023・新春「代行社会」（2023年1月7日、日本テレビ）
- ブラッシュアップライフ 第5話・第6話（2023年2月5日・12日、日本テレビ） - 「ブラッシュアップライフ」のAP・仲村 役
- 満天のゴール（2023年3月25日、NHK BS4K / 9月19日・26日、NHK総合） - 斎藤弥生 役
- 24時間テレビ ドラマスペシャル「虹色のチョーク 知的障がい者と歩んだ町工場のキセキ」（2023年8月21日、日本テレビ）
- ギフテッド Season1 第3話（2023年8月26日、フジテレビ） - 高城歩 役[9]
- うちの弁護士は手がかかる 第10話・最終話（2023年12月15日・22日、フジテレビ） - 三笠愛梨 役
- 正直不動産スペシャル（2024年1月3日、NHK総合） - 槙野紬 役[10][11]
- 仮想儀礼 第6話（2024年1月14日、NHK BSプレミアム・NHK BS4K） - アキナ（本名：ちはる）役
- 鬼平犯科帳 SEASON1 でくの十蔵（2024年6月8日、時代劇専門チャンネル） - お磯 役
- 新宿野戦病院（2024年8月28日、フジテレビ） - 女性用風俗店の客 役
- 連続テレビ小説 虎に翼（2024年9月9日 - 26日、NHK） - 猪爪瑞穂 役[12]

### 舞台
- うしろの正面だあれ　劇団東京乾電池公演（作：別役実／演出：川崎勇人、2016年）
- 海辺のバカ（作：加藤一浩／演出：嶋田健太、2016年）
- 夏の夜の夢（作：W・シェイクスピア／演出：柄本明、2017年）明治座
- 長屋紳士録（脚本：小津安二郎・池田忠雄／演出：角替和枝、2017年）
- 飛んで孫悟空（作：別役実／演出：柄本明、2019年）
- 授業（作：ウジェーヌ・イヨネスコ／演出：柄本明、2019年）
- 眠レ、巴里（作：竹内銃一郎／演出：柴田鷹雄／監修：柄本明、2019年5月24日 - 26日、アトリエ乾電池）[13]
- 卵の中の白鳥姫（別役実／演出：柄本明／ザ・スズナリ、2020年）
- 冒険者たち～JOURNEY TO THE WEST～（演出：長塚圭史、2022年2月8日 - 16日、KAAT神奈川芸術劇場 中スタジオ / 19日・20日、川崎市アートセンター アルテリオ小劇場 / 23日、杜のホールはしもと ホール / 26日・27日、大和市文化創造拠点シリウス 1階芸術文化ホールメインホール[14] / 3月4日・5日、厚木市文化会館 小ホール / 12日・13日、神奈川県 小田原三の丸ホール / 19日、神奈川県 横須賀芸術劇場 ヨコスカ・ベイサイド・ポケット）[15]
- 牛山ホテル（作：岸田國士／演出：柄本明、2023年6月30日 - 7月2日・7日 - 9日、アトリエ乾電池）[16]
- アメリカの時計（作：アーサー・ミラー／演出：長塚圭史、2023年9月15日 - 10月1日、KAAT神奈川芸術劇場 大スタジオ）[17]
- 『GOOD』-善き人-（作：C.Pテイラー／演出：長塚圭史、2024年4月6日 - 21日、世田谷パブリックシアター / 4月27日・28日、兵庫県立芸術文化センター 阪急中ホール）[18]
- セツアンの善人（作：ベルトルト・ブレヒト／演出：白井晃、2024年10月16日 - 11月4日、世田谷パブリックシアター / 11月9日・10日、兵庫県立芸術文化センター 阪急中ホール）[19]
- また本日も休診〜山医者のうた〜（作・演出：田村孝裕、2025年10月11日 - 15日〈予定〉、博多座 / 10月23日 - 11月2日〈予定〉、明治座 / 11月6日〈予定〉、栃木県総合文化センター / 11月22日〈予定〉、やまぎん県民ホール 大ホール）[20]

### CM
- IKEA「私がうれしい。地球もうれしい。テルノー篇」2021年
- 早稲田アカデミー「虫好きの少女」篇　2021年